# Shirley Clarkeová
Shirley Clarkeová, rodným jménem Shirley Brimbergová (2. října 1919 New York – 23. září 1997 Boston) byla americká filmová režisérka, představitelka avantgardního hnutí „new american cinema“.
Pocházela z rodiny židovských přistěhovalců z Polska, její sestrou byla spisovatelka Elaine Dundyová. Od dětství se věnovala modernímu tanci, studovala u Marthy Grahamové a vystupovala v Young Women's Hebrew Association.
Pracovala jako choreografka, k filmu se dostala přes natáčení dokumentů o tanečním umění. Ve svých dílech experimentovala s jazzovou hudbou a vizualitou abstraktního expresionismu, patřila k nezávislým umělcům z Greenwich Village a byla mezi zakladateli organizace The Film-Makers' Cooperative. Její nejznámější filmy byly natočeny v duchu cinema verité: černým humorem oplývající pohled do prostředí narkomanů Spojka podle divadelní hry Jacka Gelbera a zpověď příslušníka harlemského mládežnického gangu Chladný svět podle románu Warrena Millera (česky vyšel pod názvem Prezydent Krokadýlů. V roce 1963 získala za dokumentární film o básníkovi Robertu Frostovi Oscara.
Kromě režie se věnovala také produkci a střihu, hrála menší role ve filmech Galaxie, Lions Love a Up Your Legs Forever, patřila k průkopníkům videotechniky. V letech 1975 až 1985 byla profesorkou filmové vědy na Kalifornské univerzitě v Los Angeles. Angažovala se ve feministickém hnutí a podporovala právo na potrat.